# Echinodorus bracteatus
Echinodorus bracteatus är en svaltingväxtart som beskrevs av Marc Micheli. Echinodorus bracteatus ingår i släktet Echinodorus och familjen svaltingväxter. Inga underarter finns listade.